# Артилерійський спостерігач

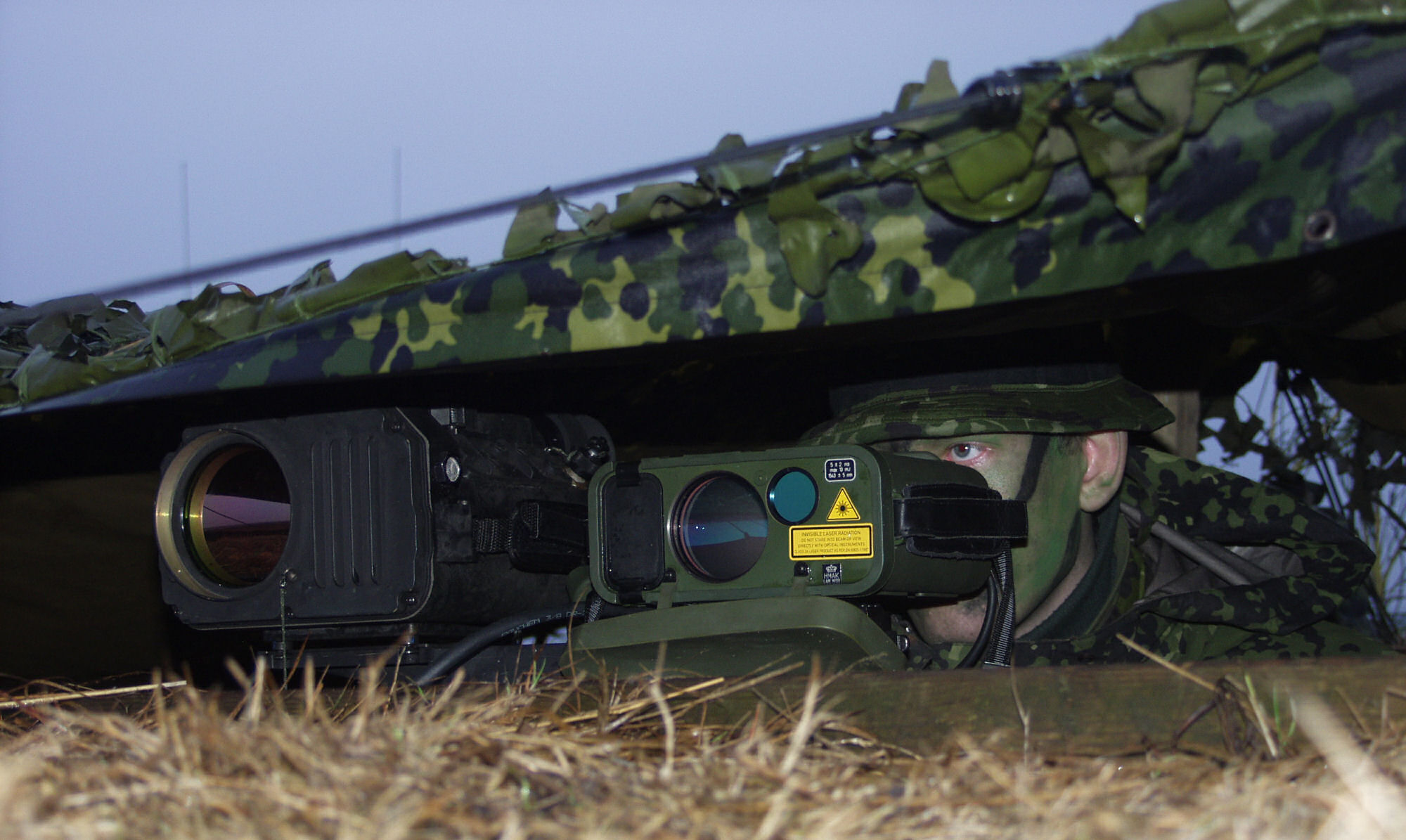
Данський артилерійський спостерігач використовує термографічну камеру та лазерний далекомір під час бойових вогневих вправ

Тактичний символ НАТО, що позначає артилерійських спостерігачів

Артилерійський спостерігач або коригувальник — відповідає за коригування артилерійського та мінометного вогню по цілі і може бути авіаційним коригувальником (англ. Forward Air Controller (FAC)) для безпосередньої авіаційної підтримки та коригувальником для морської вогневої підтримки. Також відомий як «Передовий спостерігач» (англ. Forward Observer), «Спеціаліст вогневої підтримки» (англ. Fire Support Specialist) або «Фістер» (англ. FISTer). Найчастіше спостерігачі супроводжують танкову або піхотну маневрену групу. Зовсім з нещодавна цю роль може виконувати і контролер місії від безпілотної повітряної системи армії англ. Army Unmanned Air System (UAS) і деякі армії використовуються спеціальні артилерійські розвідувальні патрулі позаду передових позицій ворога.

## Опис

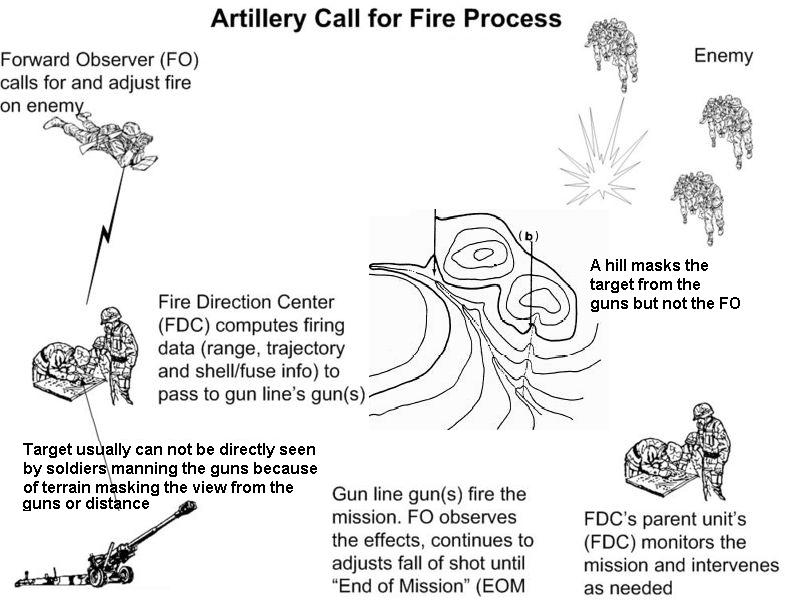
Виклик і коригування артилерійського вогню на ціль

У широкому сенсі, існують два абсолютно різних підходи до артилерійського спостереження:
- Спостерігач має командні повноваження над батареєю і наказує вести вогонь, включаючи тип і кількість боєприпасів, які мають бути випущені по цілі.
- Спостерігач подає запит на вогневе ураження до штабу артилерії на якомусь рівні, який приймає рішення, чи буде воно забезпечене, за допомогою яких батарей, а також тип і кількість боєприпасів, які повинні бути використані.

Перший підхід використовується у британській армії, а другий у Сполучених Штатах. Під час Другої світової війни Німеччина та Радянський Союз тяжіли до британського методу.
Оскільки, артилерія в основному є засобом ведення непрямого вогню, гармати рідко розташовуються у зоні прямої видимості своїх цілей, часто дуже на значній відстані. Спостерігач служить очима гармат, шляхом відправки координат розташування цілей та за необхідності коригування за падінням снарядів, як правило, за допомогою радіозв'язку.
В системі США спостерігач надсилає запит на вогонь, як правило, в свій батальйон або центр керування вогнем (англ. Fire Direction Center (FDC)) батареї. Потім ЦКВ вирішує яку шільність та інтенсивність вогневого ураження застосовувати, а також може запросити додаткову підтримку з артилерійського штабу вищого рівня. ЦКВ опрацьовує геолокаційні дані спостерігача і передає їх у вигляді даних для ведення вогню до батареї.
У британській системі спостерігач надсилає власний наказ на ведення вогню до батарей за якими він закріплений, а також може запросити підтримку від додаткових батарей. Кожен командний пост сам перетворює накази на ведення вогню у небхідну інформацію для своїх батарей. До кінця Другої світової війни спостерігач був зазвичай змушений надавати батареям власного загону фактичні дані для ведення вогню, що стало можливим через запровадження калібрувальних прицілів на гарматах.
На суші, артилерійські спостерігачі вважаються високопріоритетними цілями для ворожих сил, оскільки вони контролюють велику кількість вогневої міці, знаходяться в межах дальності видимості противника, і можуть бути розташовані в межах території противника.

## Армія США / Корпус морської піхоти США

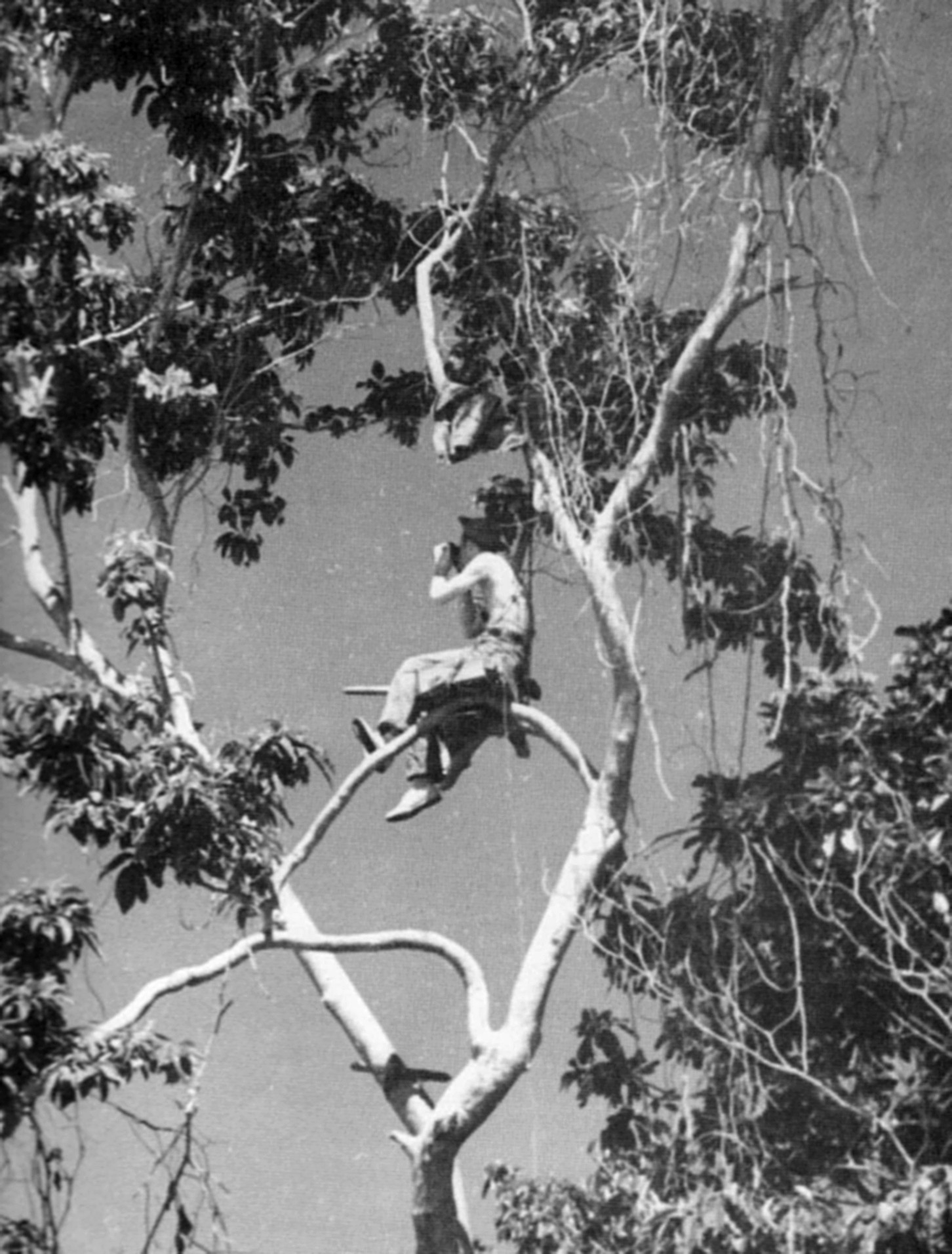
Передовий артилерійський спостерігач морської піхоти США на дереві задля кращого огляду поля бою на Гуадалканалі, 1942.

У армії Сполучених Штатів група вогневої підтримки (англ. Fire Support Team (FIST)) легкої, важкої або штуркової піхоти складається з офіцера вогневої підримки (англ. Fire Support Officer (FSO), сержанта (англ. Fire Support Sergeant, трьох передових спостерігачів (англ. Forward Observers (FO), двох спеціалістів вогневої підтримки (англ. Fire Support Specialists) та трьох зв'язківців (англ. Radio Telephone Operators (RTO). Танкові/Кавалерійські групи ВП зазвичай складаються з лише одного офіцера та трьох рядових. Бригадні «КОЛЬТ» групи діють у складі двох осіб, спеціаліста вогневої підтримки у статусі від E-1 до E-4 та сержанта вогневої підтримки у статусі E-5. В даний час у тактичних навчаннях груп польової артилерії починають включати більше завдань з взаємодії із безпосередньою авіаційною підтримкою і атакою ближнього бою.
У корпусі морської піхоти США, розвідники спостерігачі також діють як коригувальники для морського артилерійського вогню і призначені для спостереження та коригування артилерії та морської вогневої підтримки, що включає засоби вогневої підтримки, такі як міномети, ракети, артилерію, NSFS та CAS/CIFS. Групу передових спостерігачів зазвичай закріплюються до рот піхоти задля забезпечення їх просування непрямою вогневою підтримкою.

## Британський офіцер передового спостереження

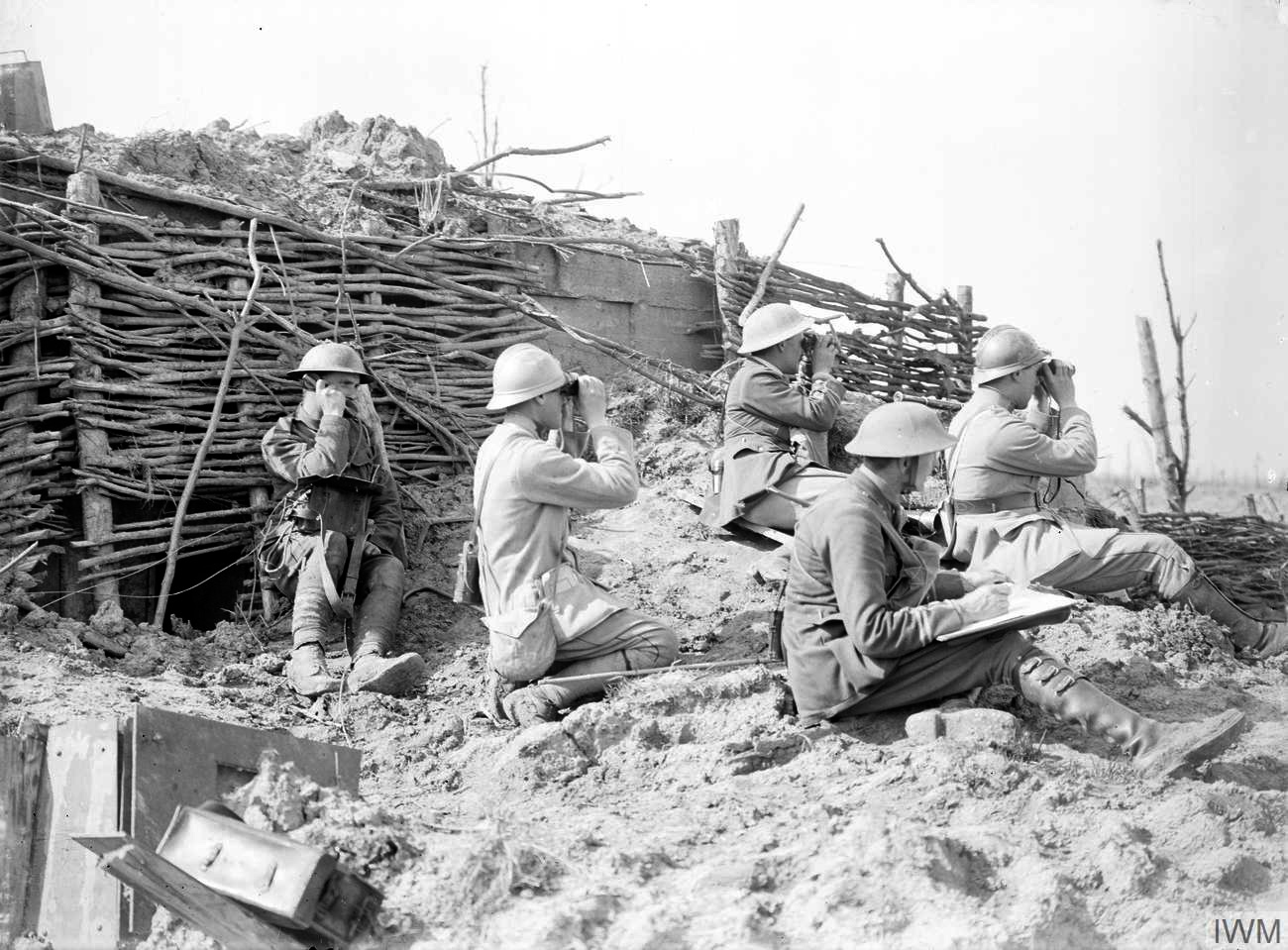
Британські та французькі артилерійські спостерігачі Битва за Лангемарк (1917), 1917

Протягом століть командир батареї відповідав за контроль над вогнем своєї батареї. Це продовжилося із запровадженням непрямого вогню на початку XX століття. Однак Перша світова війна запровадила необхідність цього 24 години на добу сім днів на тиждень. Крім того, вогонь непрямим наведенням збільшив відстань між гарматами та їхніми цілями, а також між спостерігачами та їхніми гарматами. Це призвело до використання офіцерів-спостерігачів, які діяли від імені командира батареї. Під час реорганізації 1938 року Королівські артилерійські батареї були розділені на війська, з командирами військ (капітанами) як офіцерами-спостерігачами на (OP). Ці офіцери та їхні групи можуть діяти або як спостережний пункт (OP), або супроводжувати підтримуване військо (піхота чи бронетехніка) як передові офіцери спостереження (FOO). Під час Другої світової війни стало практикою, коли командири батарей безпосередньої підтримки входили до складу штабу танкового полку або піхотного батальйону, який вони підтримували. Вони також почали використовувати «швидкі вогневі плани», як правило, обмежені їхнім власним полком, щоб підтримувати дії обмеженого батальйону у швидкому русі.

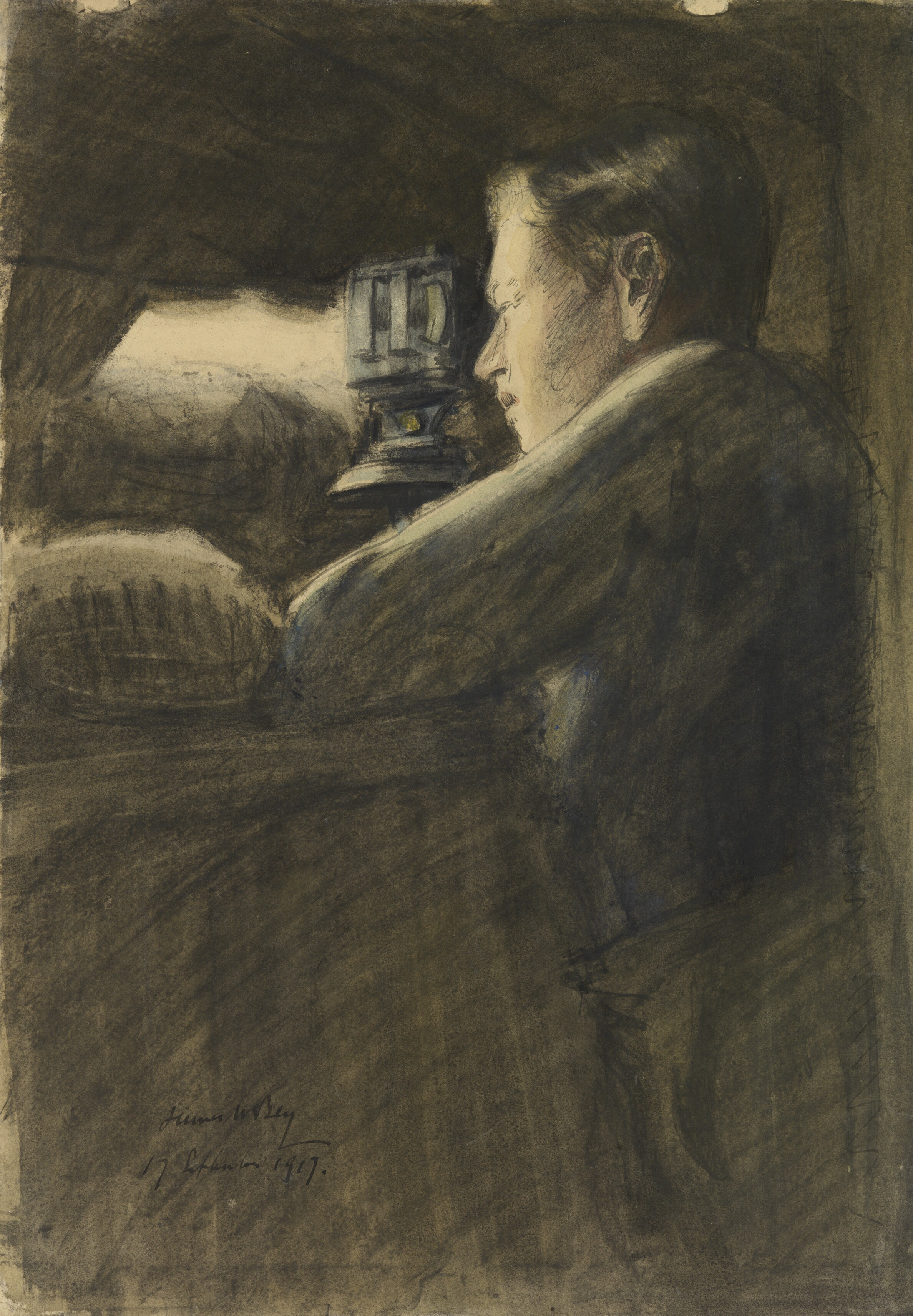
Артилерійський спостерігач на спостережному пункті

Зазвичай FOO призначалися до роти чи ескадрону батальйону чи полку, які підтримувала їх батарея. У британській артилерійській системі FOO завжди були уповноважені віддавати команди вогню своєму власному підрозділу або батареї, ґрунтуючись на їх оцінці тактичної ситуації та, якщо необхідно, на зв’язку з командиром армії, що підтримується.
З середини Другої світової війни деяким артилерійським спостерігачам було дозволено віддавати накази вести вогонь по всіх батареях свого полку, також стало практикою, щоб деяких спостерігачів призначали «представником командувача», які мали право надавати вогонь по дивізійній або корпусній артилерії. Неуповноважені офіцери можуть вимагати вогонь не тільки з власної батареї. Під час тієї війни також стало практикою, що FOOs організовували швидкісні вогневі плани, що складалися з кількох скоординованих цілей, які вражали гарматами та мінометами для підтримки коротких наступальних дій ескадрону або роти, з якою вони були.
Під час Другої світової війни групи OP/FOO зазвичай розміщувалися на бронетранспортері, хоча ті, хто призначався для підтримки бронетанкових бригад, зазвичай мали танк. Спочатку Стюарт, але в північно-західній Європі зазвичай Шерман. Деякі спостерігачі продовжували використовувати танки приблизно до 1975 року. У 2002 британська армія прийняла термін Група вогневої підтримки (FST) для своїх спостережних груп, включаючи FAC під контролем офіцер артилерії, командуючий FST.

### Контролер мінометного вогню
Функціонально подібна назва «MFC» (англ. Mortar Fire Controller). MFC - це піхотний сержант, який входить до складу мінометного взводу свого батальйону. Він керує вогнем взводу так само, як і FOO. Введення FST передає MFC під тактичний контроль командира FST.
Навчання на тренажерах дає змогу більшості солдатів спостерігати за артилерійським вогнем, що давно стало можливим через FOO.

## Пост повітряного спостереження
Королівський льотний корпус і Королівські повітряні сили були відповідальними за повідомлення цілей і спостереження за вогнем під час Першої світової війни, згодом ця роль була названа «Arty/R», але виявилася складною через високоякісні літаки над ворожою територією під час Другої світової війни. У 1940 році було домовлено, що будуть сформовані ескадрильї AOP RAF, оснащені легкими літаками, які будуть діяти на низькій висоті над дружньою територією та керувати офіцерами Королівської артилерії. Ці ескадрильї існували до формування армійського повітряного корпусу в 1957 році.